# Kooperation für den Frieden
Die Kooperation für den Frieden ist ein Dachverband der Friedensbewegung, dem mehr als 50 friedenspolitische Organisationen und Initiativen angehören.
Gegründet 2003, setzt sich die Kooperation für den Frieden dafür ein, dass kriegerische Gewalt als Mittel der Politik geächtet wird und stattdessen Methoden und Strategien der Krisenprävention und der zivilen Konfliktbearbeitung ausgebaut werden. Jährlich veranstaltet die Kooperation eine Strategiekonferenz zu einem friedenspolitischen Schwerpunktthema. Sie ist Herausgeber des Monitoring-Projekts, in dessen Rahmen regelmäßig Dossiers zu aktuellen Konflikten erscheinen.

## Impuls zur Gründung
Der Impuls zur Gründung der Kooperation im Jahr 2003 war die Invasion des Iraks durch die Vereinigten Staaten und die Koalition der Willigen. Man wollte nach den Kriegen im ehemaligen Jugoslawien, Afghanistan und schließlich Irak eine strategische Zusammenarbeit einleiten, die sich aktiv gegen Gewalt als Mittel der Politik und für eine zivile Konfliktbearbeitung einsetzt. Die Kompetenzen von unterschiedlichen Organisationen und Gruppen sollten mit dem Bündnis stärker gebündelt werden.

## Aufgaben
- Organisation von Diskussions- und Beratungsprozesse innerhalb der Friedensbewegung
- Austausch von Informationen und Einschätzungen zwischen Organisationen und Gruppen
- Veröffentlichung der diesen Prozessen hervorgegangenen Positionen
- Verbreitung von Aktionsvorschläge für die Friedensarbeit
- Unterstützt oder Initiierung von Veranstaltungen und Kampagnen

## Mitwirkende
Die Kooperation besteht aus mehr als 50 friedenspolitischen Organisationen und Initiativen. Voraussetzung für die Mitarbeit ist die Unterzeichnung der Grundsatzerklärung. Einzelpersonen und Parteien können nicht Mitglied werden.
Mitwirkende Organisationen
- Aachener Friedensmagazin aixpaix.de,
- Aachener Friedenspreis e. V. (AFP),
- Aktion Freiheit statt Angst,
- Aktionsgemeinschaft Dienst für den Frieden (AGDF),
- Aktionsgemeinschaft Friedenswoche Minden (FrieWo),
- Arbeitsstelle Frieden und Abrüstung e. V. (asfrab),
- Bremer Aktion für Kinder (BAKI),
- Bremer Friedensforum,
- Bürgerinitiative OFFENe HEIDe,
- Bund demokratischer WissenschaftlerInnen (BdWi),
- Bund für Soziale Verteidigung (BSV),
- Bundesverband Bürgerinitiativen Umweltschutz (BBU),
- Christen für gerechte Wirtschaftsordnung (CGW),
- DFG-VK – Deutsche Friedensgesellschaft-Vereinigte KriegsdienstgegnerInnen,
- EUCOMmunity,
- Evangelische Arbeitsgemeinschaft für Kriegsdienstverweigerung und Frieden (EAK),
- Evangelisch-methodistische Kirche in Deutschland (EmK) – Gerechtigkeit, Frieden und Bewahrung der Schöpfung,
- Forum Friedensethik (FFE) in der Evangelischen Landeskirche in Baden,
- Forum InformatikerInnen für Frieden und gesellschaftliche Verantwortung e. V. (FIfF),
- Frauen in Schwarz (Hamburg, Köln),
- Frauennetzwerk für Frieden (FNF),
- Friedensfestival Berlin,
- Friedensforum Münster,
- Friedensgruppe Altenholz,
- Friedensinitiative Kyritz-Ruppiner Heide,
- Friedensinitiative Nottuln,
- Friedensrat Müllheim,
- Friedenszentrum Braunschweig e. V.,
- Gewerkschaft Erziehung und Wissenschaft (GEW), Hauptvorstand,
- Heidelberger Friedensratschlag,
- IALANA – Internationale JuristInnen gegen ABC-Waffen; Deutsche Sektion der International Association of Lawyers against Nuclear Weapons,
- Institute for International Assistance and Solidarity (IFIAS),
- Impuls-Afghanistan e. V.,
- Infostelle für Friedensarbeit, Meckenheim,
- IPPNW – Deutsche Sektion der Internationalen Ärzte zur Verhütung des Atomkrieges / Ärzte in sozialer Verantwortung,
- Internationale Frauenliga für Frieden und Freiheit (IFFF),
- Internationaler Versöhnungsbund – deutscher Zweig (VB),
- Komitee für Grundrechte und Demokratie,
- Koordinierungsausschuss der Friedensbewegung in der Region Ingolstadt,
- KURVE Wustrow – Bildungs- und Begegnungsstätte für gewaltfreie Aktion e. V.,
- Lebenshaus Schwäbische Alb – Gemeinschaft für soziale Gerechtigkeit, Frieden und Ökologie e. V.,
- Leserinitiative Publik e. V.,
- Menschen für den Frieden / Anti-Kriegsbündnis Düsseldorf,
- Mönchengladbacher Friedensforum,
- NaturwissenschaftlerInnen-Initiative "Verantwortung für Frieden und Zukunftsfähigkeit" (NatWiss),
- Netzwerk Friedenskooperative,
- Netzwerk Friedenssteuer,
- Ökumenisches Friedensnetz Düsseldorfer Christinnen und Christen,
- Ökumenisches Netz Baden-Württemberg,
- Ökumenisches Zentrum für Umwelt-, Friedens- und Eine-Welt-Arbeit, Berlin,
- Pädagoginnen und Pädagogen für den Frieden (PPF),
- pax christi – Internationale Katholische Friedensbewegung Deutsche Sektion,
- Rhöner Friedenswerkstatt im UNESCO-Biosphärenreservat, Künzell,
- Sichelschmiede, Werkstatt für Friedensarbeit in der Kyritz-Ruppiner Heide,
- Ulmer Ärzteinitiative,
- VVN-BdA – Vereinigung der Verfolgten des Naziregimes-Bund der Antifaschistinnen und Antifaschisten,
- Werkstatt für Gewaltfreie Aktion, Baden (WfGA),
- Würselener Initiative für den Frieden.

## Grundsatzerklärung der Kooperation für den Frieden
Eine Grundsatzerklärung bildet die Basis für den Zusammenschluss. Jedes Mitglied muss diese Grundsätze akzeptieren, dies gilt als Voraussetzung für ein Mitwirken. Die Grundsatzerklärung lautet wie folgt:

„Die Mitglieder der Kooperation für den Frieden treten gewaltfrei für folgende Grundsätze ein:
- dass kriegerische Gewalt als Mittel der Politik geächtet wird und stattdessen Methoden und Strategien der Krisenprävention und der zivilen Konfliktbearbeitung ausgebaut, aber keinesfalls in militärische Konzepte eingebunden werden,
- dass das Völkerrecht als einzig legitimes Instrument zur Regelung zwischenstaatlicher Konflikte gestärkt und weiterentwickelt wird,
- dass umfassend abgerüstet wird,
- dass Kriegsursachen und -folgen, wie Armut, Ungerechtigkeit und Umweltzerstörung entschlossen bekämpft werden,
- dass Menschenrechte und Demokratie weltweit mit gewaltfreien Mitteln erstritten und verteidigt werden.“

## Arbeitsweise
Für die kontinuierliche Arbeit trifft sich alle zwei Monate ein Kooperationsrat, der von den mitwirkenden Organisationen bestimmt wird und aus rund 10 Vertretern der gewählten Organisationen besteht. Die Entscheidungsfindung der Kooperationsrates erfolgt im Konsens.
Die Mitwirkenden wählen während der jährlichen Vollversammlung bis zu fünf Sprecher. Diese vertreten die Empfehlungen und Beschlüsse nach außen und innen. Ehemalige Sprecher sind zum Beispiel die Bundestagsabgeordnete Kathrin Vogler und Reinhard Voss (ehemaliger Generalsekretär von Pax Christi).
Das Büro der Kooperation wird vom Netzwerk Friedenskooperative geführt.

## Strategiekonferenzen
Nahezu jährlich organisiert die Kooperation für den Frieden eine Strategiekonferenz. Die Strategiekonferenz ist ein zentraler Termin für die Friedensbewegung.
Übersicht der bisherigen Strategiekonferenzen:
- 2003 in Dortmund „Wider den permanenten Krieg“
- 2005 in Frankfurt/M. „Für ein friedenaktives Jahr 2005“
- 2006 in Hannover „Zivile Konfliktbearbeitung in der Außen- und Sicherheitspolitik“
- 2007 in Bielefeld „Öffentlichkeit und Friedensbewegung – zwischen Widerstand und Public Relations“
- 2008 in Aachen „Afghanistan – kein Ausweg aus der militärischen Sackgasse?“
- 2009 in Bremen „60 Jahre NATO – Frieden ist etwas anderes!“
- 2010 in Heidelberg „Militarisierung nach außen und innen“
- 2011 in Hannover „Kriegsgefahren im Nahen und Mittleren Osten unsere Handlungsmöglichkeiten für Frieden“
- 2012 in Magdeburg „Ökonomie und Krieg – It’s the economy, stupid“
- 2013 in Stuttgart „Deutschland im Krieg – Strategien für eine nachhaltige Friedenspolitik“
- 2014 in Köln „1914-2014 - 100 Jahre Krieg, 100 Jahre Pazifismus und Friedensbewegung“
- 2015 in Hannover „Globale Krisen und Konflikte - Strategien und Handlungsoptionen für die Friedensbewegung“
- 2016 in Leipzig „Kalter Krieg in Europa? Herausforderungen an eine gemeinsame Friedenspolitik in Europa - Handlungsoptionen für die Friedensbewegung“
- 2020 in Stuttgart: „Frontex, Pesco und EU-Armee – oder zivile Alternativen zur EU-Aufrüstung?“
- 2022 in Weimar: „Gemeinsame Sicherheit, europa- und weltweit - durch Abrüstung, Kooperation und Klimagerechtigkeit“

## Monitoring-Projekt der Kooperation für den Frieden
Im Rahmen des Monitoring-Projekts für Zivile Konfliktbearbeitung, Gewalt- und Kriegsprävention veröffentlicht die Kooperation regelmäßig Dossiers zu verschiedenen Konflikten und Konfliktregionen, bei denen Deutschland eine Rolle spielt.
Seit 2006 sind folgende Dossiers erschienen:
- Dossier „Zivile Konfliktbearbeitung, Gewalt- und Kriegsprävention“. 2006.
- Dossier I „Der Iran-Konflikt“. 2006.
- Dossier II „Der türkisch-kurdische Konflikt“. 2007.
- Dossier III „Der Israel-Palästina-Konflikt“ 2. Auflage 2010.
- Dossier IV „Der Afghanistan-Konflikt“.  2. Auflage 2009.
- Dossier V „Syrien zwischen gewaltfreiem Aufstand und Bürgerkrieg“. 2012; Aktualisierung August 2012.
- Dossier 1b „Iran-Verhandlungen: Legitimation für einen Angriffskrieg?“, 2012.
- Dossier VI „Der Mali-Konflikt“, 2013.
- Dossier VII „Der Ukraine-Konflikt – Kooperation statt Konfrontation“, 2015.

## „Montagsmahnwachen“
2014 rief die Kooperation für den Frieden angesichts des Russisch-Ukrainischen Kriegs zu einem „Friedenswinter“ auf, an dem sich auch die Mahnwachen für den Frieden beteiligten, die als antisemitische und verschwörungstheoretische Querfront eingeordnet werden. Diese Kooperation führte zu Konflikten, mehrere Prominente zogen ihre Unterschrift unter den Aufruf zum Friedenswinter wieder zurück. Der Konflikt eskalierte im März 2015, als der Geschäftsführer der Deutschen Friedensgesellschaft (DFG-VK) Monty Schädel in einem Interview verlangte, die Kooperation mit den nach rechts offenen Mahnwachen noch vor den Ostermärschen zu beenden, die den Abschluss des Friedenswinters bilden sollten. Ken Jebsen behauptete daraufhin, Schädel sei „gekauft von der NATO“, was zu einem Ausstieg der DFG-VK aus dem Friedenswinter und einer Solidaritätsadresse der Kooperation für den Frieden für Schädel führte.